# Parc Olympique lyonnais
Pour les articles homonymes, voir Groupama.
Le Parc Olympique lyonnais, anciennement Stade des Lumières, notamment avant son inauguration, et appelé Groupama Stadium par contrat de naming avec Groupama pour la période 2017-2025, désigne un stade de football ainsi que le complexe de sports et de loisirs comprenant ce stade situés à Décines-Charpieu, dans l'est de l'agglomération lyonnaise. Cet ensemble est la propriété de la société OL Groupe, la holding dont fait partie le club de football de l'Olympique lyonnais. Le projet de construction date de 2007, le stade étant ensuite construit de 2012 à 2015 puis inauguré en 2016.
D'une capacité de 59 186 places, le stade accueille depuis 2016 les rencontres de football de l'Olympique lyonnais, qui se tenaient jusqu'alors au stade de Gerland. Le stade accueille également d'autres événements sportifs et culturels, dont six matchs du Euro 2016, ainsi que les demi-finales et la finale de la Coupe du monde féminine de football 2019. Il est, en termes de capacité, le troisième plus grand stade en France et le deuxième plus grand de Ligue 1 derrière l'Orange Vélodrome.
Le stade est le bâtiment principal du complexe de sports et de loisirs du même nom qui comprend un parc d'affaires, des centres médicaux et de remise en forme, des hôtels et restaurants, un musée, une zone de loisirs sportifs et le centre d'entraînement de l'Olympique lyonnais.

## Historique

### Projet de construction
Le projet de construction d'un stade de football pour l'Olympique lyonnais remonte à 2007 et à l'introduction en bourse de la holding OL Groupe, propriétaire du club.
Le club souhaitait inaugurer son nouveau stade en 2010, puis en 2012 mais le projet a connu de nombreux retards en raison des très fortes oppositions des communes locales et de la difficulté à trouver des financements.
D'abord prévu à Vénissieux, le club ne parvient pas à faire l'acquisition d'un terrain convoité, en bordure du périphérique lyonnais. La commune de Décines-Charpieu, dans la banlieue Est lyonnaise, est alors choisie par le président du Grand Lyon Gérard Collomb pour l'implantation de l'équipement. Jean-Michel Aulas décide de confier la conception de son stade à un architecte renommé pour ses enceintes sportives, le studio américain Populous. Le projet ainsi conçu doit permettre d'accueillir 58 927 spectateurs, capacité qui sera portée par la suite à plus de 59 000 places, selon une annonce de Jean-Michel Aulas le 24 mars 2015, puis 59 186 spectateurs.
Pour Jean-Michel Aulas, président du club, l'ensemble du complexe doit permettre de rapporter à l'OL 100 millions d'euros par an alors que le stade de Gerland ne rapporterait annuellement que 21 millions. Toutefois, le site d'OL Groupe reste plus timide, parlant d'un « objectif de revenus additionnels annuels de 70 M€ minimum, 5 ans après l'ouverture du stade », et ce grâce à l'ensemble des installations du Pôle Olympique lyonnais ou « POL ». La réalisation de ce projet et des prévisions de recettes associées permettrait donc d'accroître les revenus du club dans le contexte d'une baisse attendue des revenus liés aux droits de retransmission télévisée.
Le projet OL Land s'inscrit dans une volonté générale des dirigeants du football français d'améliorer la qualité de leurs installations (avec de nouveaux stades comme à Lille, Nice ou Bordeaux) et de les rapprocher des standards de l'élite européenne. Une volonté largement appuyée par les instances dirigeantes (LFP, FFF) mais également le gouvernement (rapports Séguin et Besson).
Le volontarisme français a assez naturellement débouché sur la candidature à l'organisation de l'Euro 2016, que la France s'est vu confier le 28 mai 2010.
Le stade des Lumières fait partie des dix stades retenus par la France. Troisième stade par la capacité, la nouvelle enceinte de l'Olympique Lyonnais est la plus importante parmi celles à construire pour l'évènement. Ainsi, le quotidien gratuit Metro décrivait le futur complexe de Décines-Charpieu comme « l’un des piliers de la candidature française à l’Euro 2016 ». La direction des Gones s’était aussi positionnée pour accueillir l’équipe de France de hockey sur glace en janvier 2017 et également l’équipe de France de rugby à XV lors de la tournée d’automne 2016 ainsi que les demi-finales du top 14 au printemps 2017.

### Autorisations administratives
Le 11 juillet 2008, le commissaire enquêteur donne un avis défavorable à la révision du plan local d'urbanisme et à l’implantation du projet de la holding OL Groupe. Fin septembre 2008, celui-ci donne un nouvel avis cette fois-ci « favorable sous réserves ». D'après le maire de Chassieu, ce revirement constituerait « une première vis-à-vis du droit des communes ». Le Grand Lyon préfère relancer la procédure de révision du PLU.
Le 10 décembre 2009, la Cour administrative d'appel de Lyon, saisie par la pression de l'association Carton rouge qui s'oppose au projet, décide que « la délibération du Conseil de la Communauté urbaine de Lyon du 9 juillet 2007 prescrivant la révision du Plan Local d'Urbanisme sur la commune de Décines est annulée ».
Les effets de cette décision sont faibles pour les opposants. Une nouvelle révision du PLU ayant été adoptée, cinq mois auparavant, en juillet 2009, c'est cette révision qui fait autorité. Mais l'association "Carton Rouge" s'appuie sur ce jugement pour tenter de faire annuler le PLU 2009.
La demande de permis de construire est déposée le 18 janvier 2011.
Le 20 mai 2011, le Conseil fédéral de la Fédération française de football retient le Grand Stade de Décines-Charpieu parmi les neuf stades titulaires qui accueilleront des matches de l'Euro.
Risquant de compromettre l'organisation à Lyon de l'Euro 2016 et afin d’accélérer le début des travaux, l'État (passant en force) déclare d'intérêt général (DIG) le « Grand stade de l'Olympique lyonnais » le 31 mai 2011.
La demande de permis de construire reçoit un avis favorable le 7 décembre 2011. Le 12 décembre 2011, le Grand Lyon décide de voter en faveur d’une modification du plan local d’urbanisme de Décines-Charpieu et le permis de construire est signé par Pierre Crédoz, maire de Décines-Charpieu, le 3 février 2012.
Les cinq déclarations d'utilité publique (DUP) sont signées par le Préfet le 24 janvier 2012.
Le 26 juin 2012, face à trois dossiers de plaintes contestant la validité de la déclaration d'utilité publique, le rapporteur public, après avoir conseillé le rejet des premières requêtes, a recommandé l'invalidation de la DIG pour insuffisance du dossier de demande préalable.
Le 17 juillet 2012, le tribunal administratif de Lyon rejette les trois requêtes de riverains du futur stade et confirme le caractère d'intérêt général du projet.
Le permis de construire est à nouveau validé par le Tribunal administratif de Lyon le 21 décembre 2012.
Le 27 février 2015, le Conseil d'État annule les arrêts de la cour administrative d’appel de Lyon, qui devra se prononcer à nouveau sur la légalité de l’ensemble des arrêtés liés aux procédures d’expropriation et de la déclaration d’intérêt général du projet d’aménagement des trois stations existantes de la ligne de tramway T3.

### Opposition au projet
Une dizaine d'associations locales et de conseils municipaux de tous bords politiques se sont opposés à l'implantation du projet « OL Land » sur la commune de Décines-Charpieu. L'association "Canol", acronyme des Contribuables actifs du Lyonnais, a publié en mars 2009 un rapport faisant le point sur l'ensemble des nombreuses nuisances qu'elle estime liées au projet « OL Land ». L'association "Carton Rouge" et une dizaine d'autres associations et plusieurs conseils municipaux de communes voisines (Chassieu, Meyzieu), d'obédiences politiques variées (UMP, PS), ont également annoncé leur opposition ferme au projet. Les principaux reproches adressés au projet, concernent son impact sur l'environnement et l'utilisation de fonds publics pour l'aménagement des abords d'un complexe privé.
Une majorité des terrains réquisitionnés pour la construction des infrastructures liées au Grand Stade, sont des terrains agricoles exploités. L'expropriation d'une quarantaine d'agriculteurs pour des montants considérés comme faibles (un euro le m²) ont provoqué une mobilisation importante des opposants au projet et une large couverture médiatique régionale,,.
Les opposants au projet soulignent qu'alors que le métro dessert déjà le stade de Gerland, la ligne de tramway la plus proche d'OL Land (T3) a une capacité horaire bien inférieure à celle du métro, alors même que le futur stade aura une capacité supérieure à celui de Gerland.
Le grand stade est aussi contesté pour ce qu'il représente en termes de « collusions entre les actionnaires du groupe OL, les dirigeants des collectivités territoriales (mairie de Lyon, Grand Lyon, Conseil Général), les syndicats mixtes des transports Lyonnais (Sytral) et le patronat lyonnais (Olivier Ginon, la CGPME, etc.) »,.
En mai 2013, le documentaire Corrompu[e][s] Grand Stade OL-Land syndrome de notre société, réalisé par Marc Chinal, est mis à disposition du grand public sur internet. Sa diffusion est relayée par une partie de la presse, et dans différents festivals en France,.

### Opinion publique
Un sondage Ipsos commandé par l'Olympique Lyonnais et effectué le 6 et le 7 décembre 2007 dans le Grand Lyon montre que 76 % des habitants sont favorables au projet et 10 % seraient absolument contre. Dans les communes de Décines-Charpieu, Meyzieu et Chassieu 62 % des personnes interrogées sont favorables et 21 % seraient tout à fait contre,.
Un autre sondage, publié en octobre 2009, montre que 74 % des habitants du Grand Lyon seraient favorables à la construction du nouveau stade. Ce chiffre tombe toutefois à 54 % dans les communes concernées par l'implantation ou limitrophes de la future enceinte (Décines-Charpieu, Chassieu, Meyzieu).
Pour sa part, le conseiller régional Vert Étienne Tête, opposant résolu au projet, note que selon un sondage CSA réalisé par téléphone les 15 et 16 janvier 2008, le projet de Grand Stade arrive en dernière position des priorités formulées par la population lyonnaise. De même, un sondage CSA-"Carton rouge" publié le 15 juin 2009 démontrerait que 71 % des Français sont opposés à un financement à la fois public et privé du projet,.
Du 11 au 18 janvier 2010, le magazine Lyon Plus pose à ses lecteurs une question « sans valeur de sondage » : « L'Olympique Lyonnais doit-il quitter Gerland pour Décines-Charpieu ? » Sur les 11 000 avis exprimés, 89 % optent pour le « Non » et 11 % pour le « Oui ». Manuel da Fonseca, éditorialiste de la rédaction, commente les résultats en écrivant notamment « le lieu d'implantation du futur Grand Stade de l'OL reste un sujet brûlant. Au fil de la semaine, on a ainsi vu les pro Gerland utiliser tous les moyens (humains et aussi techniques [sic]) pour faire gagner le « non » au départ de Gerland. L'autre camp a riposté, mobilisé ses propres troupes, mais avec moins de succès. Cette question montre que le débat, dans l'opinion, est loin d'être tranché ».
En octobre 2010, un sondage internet effectué pour Mag2 Lyon, demandant s'il fallait construire le grand stade de Décines-Charpieu dans les plus brefs délais donnait 35 % de votes favorables et 59 % d'opinions défavorables, un sondage aussitôt affiché en copie d'écran sur certains sites internet d'associations ou de collectif d'associations opposés au projet à Décines-Charpieu.

### Chantier

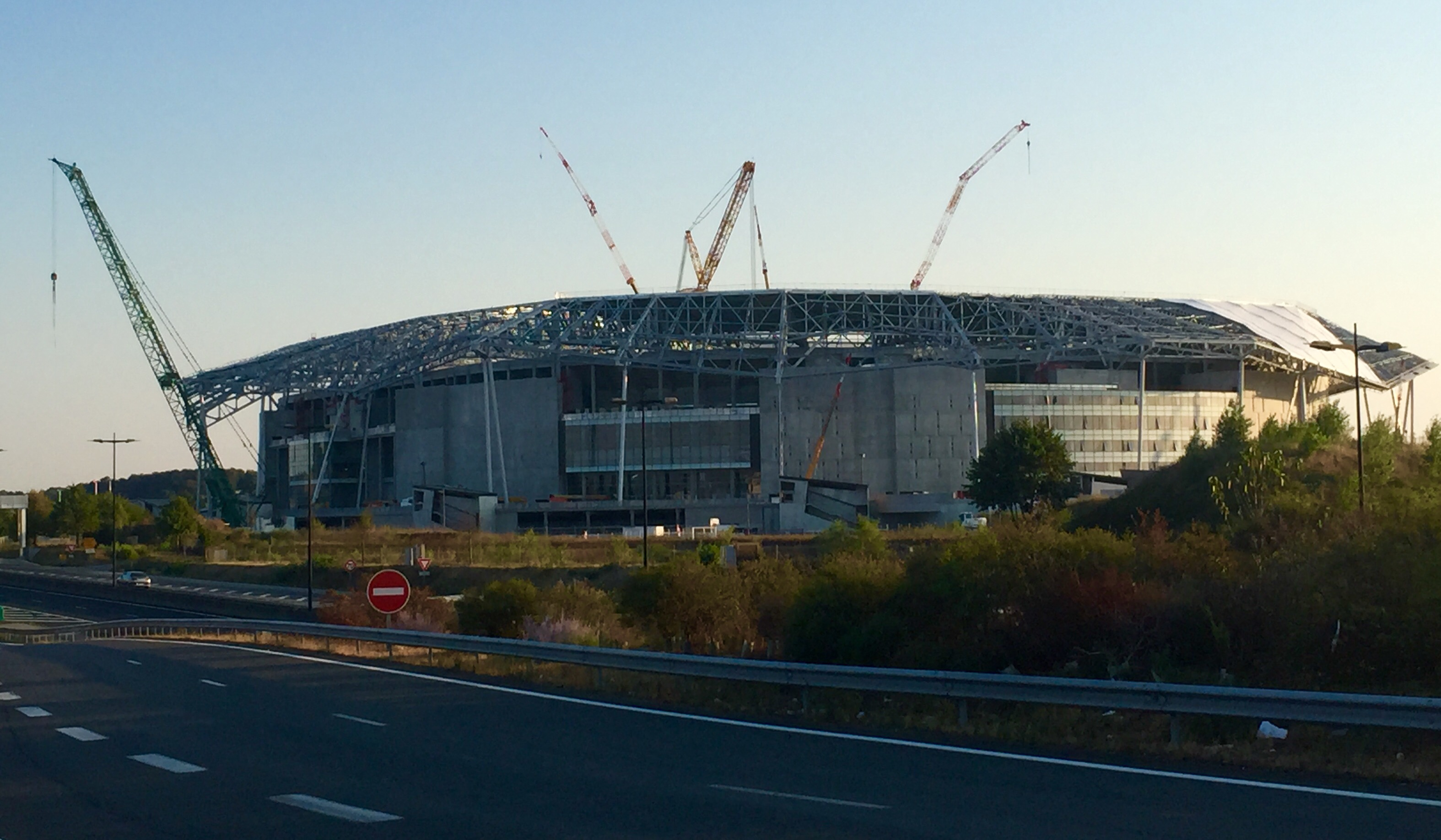
Le stade en cours de construction, en 2015.

#### Fouilles archéologiques
Avant les travaux sur le terrain de 36,5 hectares, des fouilles préventives ont relevé des traces d'occupations gallo-romaines de la plaine de l'Est lyonnais au Ier siècle, remontant au Néolithique, soit de 6000 à 2200 avant l’ère commune. Les objets exhumés, une épée en fer, fragments de boucliers, d'amphores et de crânes humains, pelle à feu, louche-casserole, sont exposés au Lugdunum. Le responsable scientifique de l'archéologie menée sur le terrain par l'INRAP a été Jérôme Grasseau, et l'archéologue responsable d'opération a été Emmanuel Ferber.

#### Travaux de construction
Les travaux de terrassement débutent au pas de charge le 22 octobre 2012, avant même le bouclage du financement du projet en juillet 2013.
Les travaux de gros œuvre démarrent en août 2013 pour une durée estimée de trente mois. Le planning de chantier prévoit l'achèvement du gros œuvre fin 2014, les façades et les toitures mi-2015. La cérémonie de pose de la première pierre s'est tenue le 12 novembre 2013.
La fin des travaux est prévue le 29 janvier 2016, malgré le souhait du club de l'inaugurer lors de la fête des Lumières, le 8 décembre 2015.
Les entreprises du groupe Vinci — Chantiers Modernes Rhône-Alpes, Dumez Rhône-Alpes, GTM Bâtiment et Génie civil Lyon, GTM TP Lyon, Lamy, Pitance, VCF Lyon — et l'entreprise locale Fontanel sont regroupées en une société en nom collectif « Stade de Lyon Construction SDLC ».
Avec plus de 1 000 personnes sur site, le chantier est imposant. Il nécessite 120 000 m3 de béton.
La structure des fondations du stade consiste en douze noyaux périphériques en béton armé très ferraillés, permettant de répondre aux exigences parasismiques du lieu, sur lesquels viennent reposer le gros œuvre portant les gradins préfabriqués en béton armé posés sur des poutres crémaillères et la charpente métallique de la couverture.
Le complexe de couverture est multicouche, en panneaux de polycarbonate en face intérieure au-dessus des tribunes, en bacs aciers et tôle perforée acoustique au milieu, et en toile tendue sur les côtés extérieurs. Les façades reste en béton brut de décoffrage.

## Accès

### Routier
Le parc olympique lyonnais est situé le long de la route nationale 346 plus communément appelée « Rocade Est » dont l'échangeur no 7 permet un accès direct aux parkings. Il est aussi possible d'accéder aux parkings depuis les rues avoisinantes.
Il est aussi possible de stationner à Eurexpo ou au parking dédié dans la zone industrielle de Meyzieu puis d'utiliser le service de navettes en bus et tramway pour se rendre au stade.

### Transports en commun

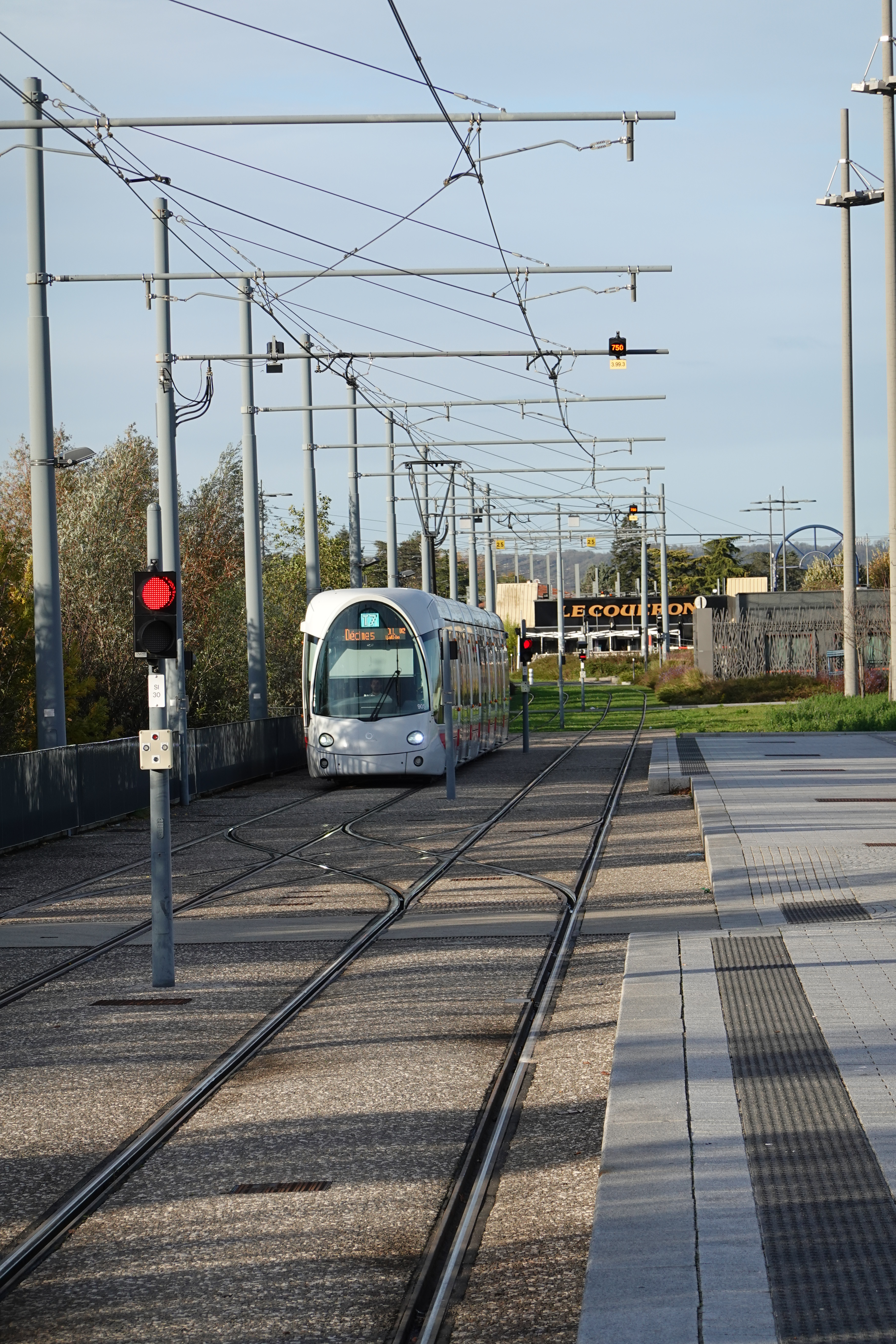
Une rame de la ligne T7 arrivant à la station « Décines - OL Vallée ». La photo est prise depuis le quai dédié à la ligne et aux navettes depuis La Part-Dieu, au second plan le quai dédié aux navettes depuis La Soie. Le quai et les voies dédiées aux navettes depuis Meyzieu sont hors cadre.

L'accès au stade se fait lors d'événements à l'aide d'un ensemble de navettes tramways et autobus effectués par les TCL dont le coût d'exploitation est entièrement assuré par OL Groupe. Selon les estimations du SYTRAL, le syndicat des transports chargé des TCL, le plan de desserte doit assurer le transport de 33 000 spectateurs : 12 000 en tramway, via l'infrastructure des lignes T3, T7 et Rhônexpress, et 21 000 en autobus. Les navettes directes tramway sont généralement en provenance de Part-Dieu - Villette Sud, Vaulx-en-Velin - La Soie ou Meyzieu-les-Panettes, et les navettes bus en provenance de Meyzieu-les-Panettes ou Eurexpo.
Le service est déclenché 2 h 15 avant le coup d'envoi puis pendant 1 h 15 après la fin du match. Le dispositif déployé varie en fonction de la jauge de remplissage du stade (de 25 à 100 %) et de l'horaire de la rencontre, et pour un match avec une jauge à 100 % la desserte mobilise 140 conducteurs, environ 50 régulateurs et agents de maîtrise et de maintenance et 150 agents de sécurité et d'encadrement.
L'accès aux navettes se fait uniquement à l'aide de billets achetés en même temps que les billets du match et ce, uniquement auprès de la billetterie de l'Olympique lyonnais.
En dehors d'événements ou si la desserte événementielle n'est pas mise en place, l'accès en transport en commun est possible par la ligne de tramway T7, qui dessert le site depuis le 1er février 2021 et la ligne d'autobus 85 à la station « Décines - OL Vallée ». Ces deux lignes sont en correspondance avec la ligne de tramway T3 à la station « Décines - Grand Large ».

## Caractéristiques

### Nom

Logo utilisé avant le naming.

Le stade fait l'objet depuis l'été 2017 d'un naming. Initialement, Jean-Michel Aulas espérait voir le dossier bouclé durant l'Euro 2016, le journal Le Parisien annonçant que le stade prendrait le nom de Groupama, qui était en concurrence avec Fiducial,. Le 29 juin 2017, le président du club Jean-Michel Aulas confirme être en « négociations exclusives » avec Groupama jusqu'au 20 juillet 2017, d'autres offres pourraient alors être présentées si les négociations échouent. Finalement, le nom Groupama Stadium est officialisé le 12 juillet 2017, pour une durée de trois ans renouvelable, pour un montant annuel estimé à 6 millions d'euros. Le contrat est prolongé pour deux ans de plus, soit jusqu'en 2022, en octobre 2020.
En décembre 2021, le contrat de naming est prolongé jusqu'en 2025 par Groupama.
Alors que les problèmes du club avec la DNCG et le départ de John Textor laissaient planer un doute sur la capacité du club à finaliser l'accord avec Groupama, le renouvellement du naming est officialisé le 28 juillet 2025 par Eagle Football Group dans un communiqué de presse. Le contrat de naming du stade avec Groupama est prolongé de cinq ans jusqu'en 2030, portant la durée totale du partenariat à treize ans. Le montant de l'accord n'est pas communiqué.

### Caractéristiques du stade
Doté d'une capacité de 59 186 places, le Parc Olympique lyonnais répond aux exigences de la catégorie 4 du classement UEFA des stades et peut donc postuler à l'organisation d'une finale de Ligue des Champions.
Une attention particulière a été apportée au confort des spectateurs avec une meilleure visibilité sur le terrain, une accessibilité facile au stade, aux places assises et une offre de services renforcée (connexion Wi-Fi notamment).
6 000 places VIP sont aussi prévues dans le nouveau stade dont 105 loges et 8 000 m2 d'espaces de réception. 350 places seront réservées aux personnes à mobilité réduite. Le stade abrite un espace de recueillement à proximité des vestiaires et des loges.
Le Stade de l'OL devait être équipé d'un toit photovoltaïque (dispositif abandonné) et d'un système de récupération des eaux de pluie pour l'arrosage de la pelouse et les sanitaires.
Le 26 juillet 2011, la construction du nouveau stade de l'Olympique lyonnais est confiée à Vinci.
Le match d'ouverture (OL-Troyes 4-1) et le concert inaugural (DJ set de Will.i.am) ont lieu le 9 janvier 2016,. Alexandre Lacazette est le premier buteur du Stade des Lumières.

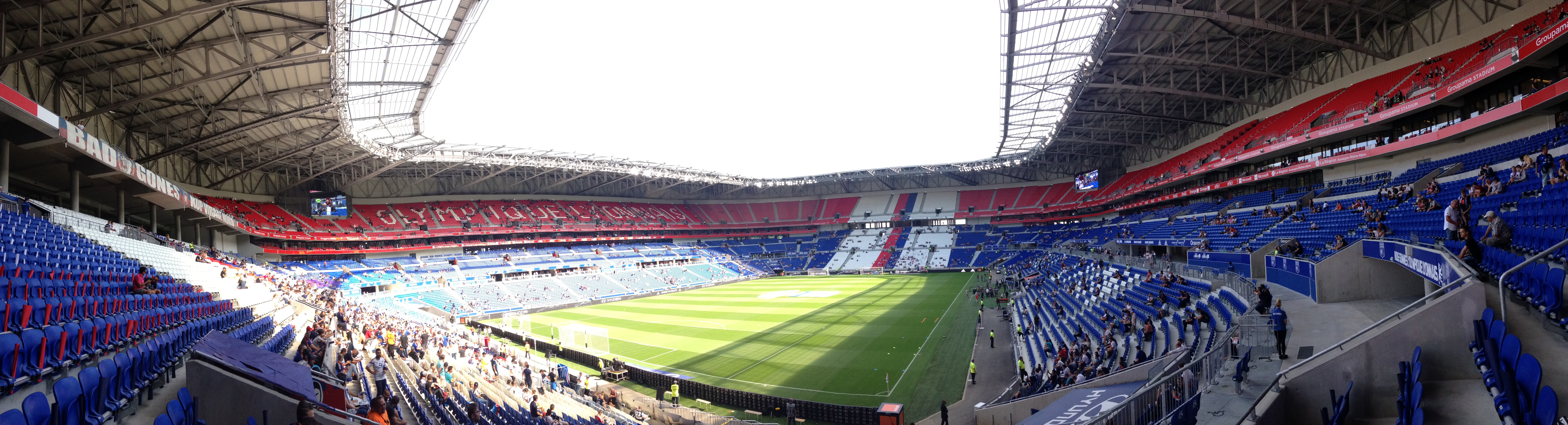
Panorama du stade en 2017.

### Caractéristiques du complexe

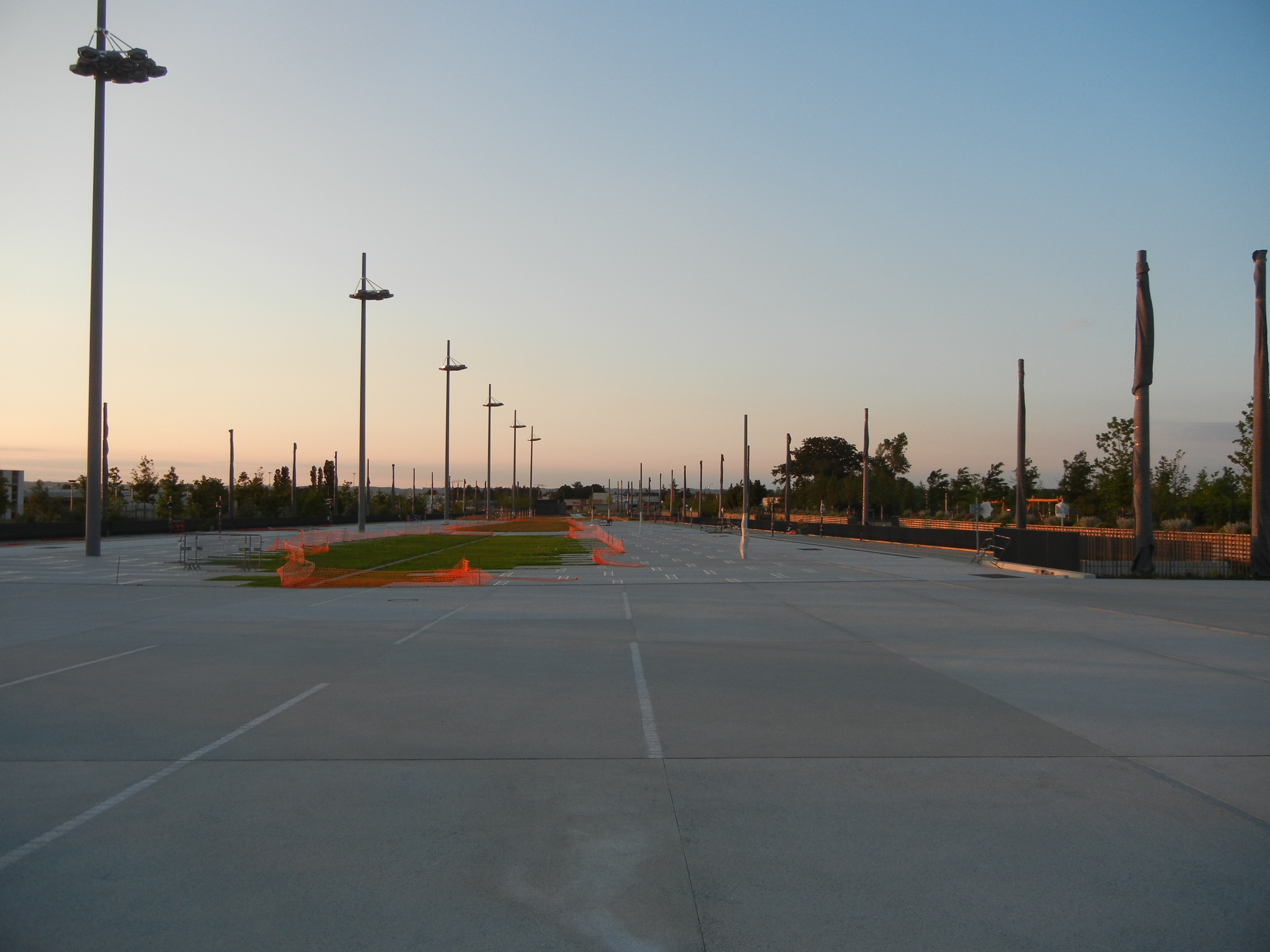
Allée menant au stade des Lumières encore en chantier en mai 2015

Le Parc Olympique lyonnais est situé dans un complexe qui accueille le centre d’entraînement de l’équipe professionnelle, les bureaux du siège d’OL Groupe (3 000 m2), une boutique OL Store et 7 000 places de stationnement. Il comporte également plusieurs équipements de loisirs et de divertissement, soit deux hôtels (150 chambres chacun), un centre de loisirs (40 000 m2) et une clinique sportive. Des immeubles de bureaux sont également construits (8 000 m2).
Fin 2008, l'Olympique lyonnais passe un accord jusqu'en 2014 avec l'Agence de l'environnement et de la maîtrise de l'énergie — alors présidée par Chantal Jouanno — pour réduire le bilan carbone d'OL Land.

### Aspects financiers
Le coût global annoncé pour le projet est d'environ 640 millions d'euros pour la globalité des 50 hectares, dont 405 millions pour l'enceinte elle-même et 180 à 190 millions d'euros pour les aménagements d'accès. Cet investissement est supporté par l’Olympique lyonnais et plusieurs investisseurs privés et publics, notamment pour les aménagements d'accès.
Le 31 mai 2013, le conseil général du Rhône retire à l'unanimité deux délibérations, votées en septembre et décembre 2012, portant sur une garantie financière de 40 millions d'euros concernant le Parc Olympique lyonnais.
Le 27 juillet 2013, le plan financier finalement annoncé est le suivant : un financement en fonds propres de l’ordre de 135 M€, un financement obligataire de 112 M€ (deux contrats de financement obligataire avec le groupe Vinci, 80 M€, et la Caisse des dépôts et consignations, 32 M€), un total de 144,5 M€ de prêts accordés par 11 établissements bancaires (sur une échéance de 50 ans) ainsi que des revenus garantis pendant la phase de construction pour environ 13,5 M€, soit un total d’environ 405 M€.
Fin 2015, l'OL ajoute 5 M€ au budget du Grand Stade afin d'améliorer la décoration, faisant ainsi passer le coût du stade de 405 M€ à 410 M€.

### Aspect écologique
Malgré plusieurs annonces, en 2017, du président du club, d'initiatives pour réduire les impacts environnementaux négatifs, comme l'installation de panneaux photovoltaïques, l'édition lyonnaise de Rue89 doute du respect des limites de production des déchets fixées par la loi Grenelle en reprenant l'estimation du 12 décembre publiée par le journal l’Équipe de 11 tonnes de déchets par match dont 24% seraient recyclés.

### Aspects artistiques
Le stade, d'un style architectural moderne, est inspiré des grands stades britanniques ou allemands. Il est imposant, ce qui est visible lors du passage le long de la rocade où il se découvre aux automobilistes dans la direction Nord-Sud.
Souvent critiqué pour son béton armé brut de décoffrage non peint, le stade s'est peu à peu enjolivé. Les Bad Gones et les Lyon 1950, principaux groupes de supporters de l'OL, ont fait peindre les parois des couloirs d'accès aux tribunes à leurs couleurs. De plus, la galerie d'art urbain « Offside Gallery » a réalisé des œuvres avec des artistes du monde entier dans les coursives intérieures du stade.

## Utilisation du stade

### Olympique lyonnais
Propriétaire du stade via OL Groupe, l'Olympique lyonnais est le club résident des lieux, faisant de lui un des seuls clubs de football professionnels français à être propriétaires de l'enceinte dans laquelle il évolue, avec l'AC Ajaccio, le Gazélec Ajaccio et l'AJ Auxerre.
Le stade est inauguré le 9 janvier 2016, lors du match de championnat contre l'ESTAC. Les Lyonnais s'imposent sur le score de 4 buts à 1 ; Alexandre Lacazette inscrit d'ailleurs le premier but de l'histoire du Parc Olympique lyonnais.
Le 29 septembre 2018, le match de Ligue 1 entre l'Olympique lyonnais et le FC Nantes (1-1) est le 100e événement au Parc Olympique Lyonnais, matchs, autres événements sportifs et concerts confondus. À cette occasion, le club a fait gagner à un supporter sa place pour les 100 prochains événements au stade.
Le 2 octobre 2018, pour la première fois, un match est disputé sans spectateurs. Pour cause, la sanction de l'UEFA de deux matchs à huis clos dont un avec sursis à la suite des incidents survenus lors de la rencontre entre l'OL et le CSKA Moscou quelques mois auparavant. 1 000 personnes (officiels, proches des joueurs et du staff, invités de l'UEFA) assistent donc au match entre l'OL et le Chakhtar Donetsk (2-2) comptant pour la deuxième journée de phases de poules de la Ligue des champions. L'OL avait pourtant fait appel sans succès à deux reprises de la décision, d'abord devant la Cour d'Appel puis devant le Tribunal arbitral du sport (TAS).

## Manifestations

### Football

#### Olympique Lyonnais

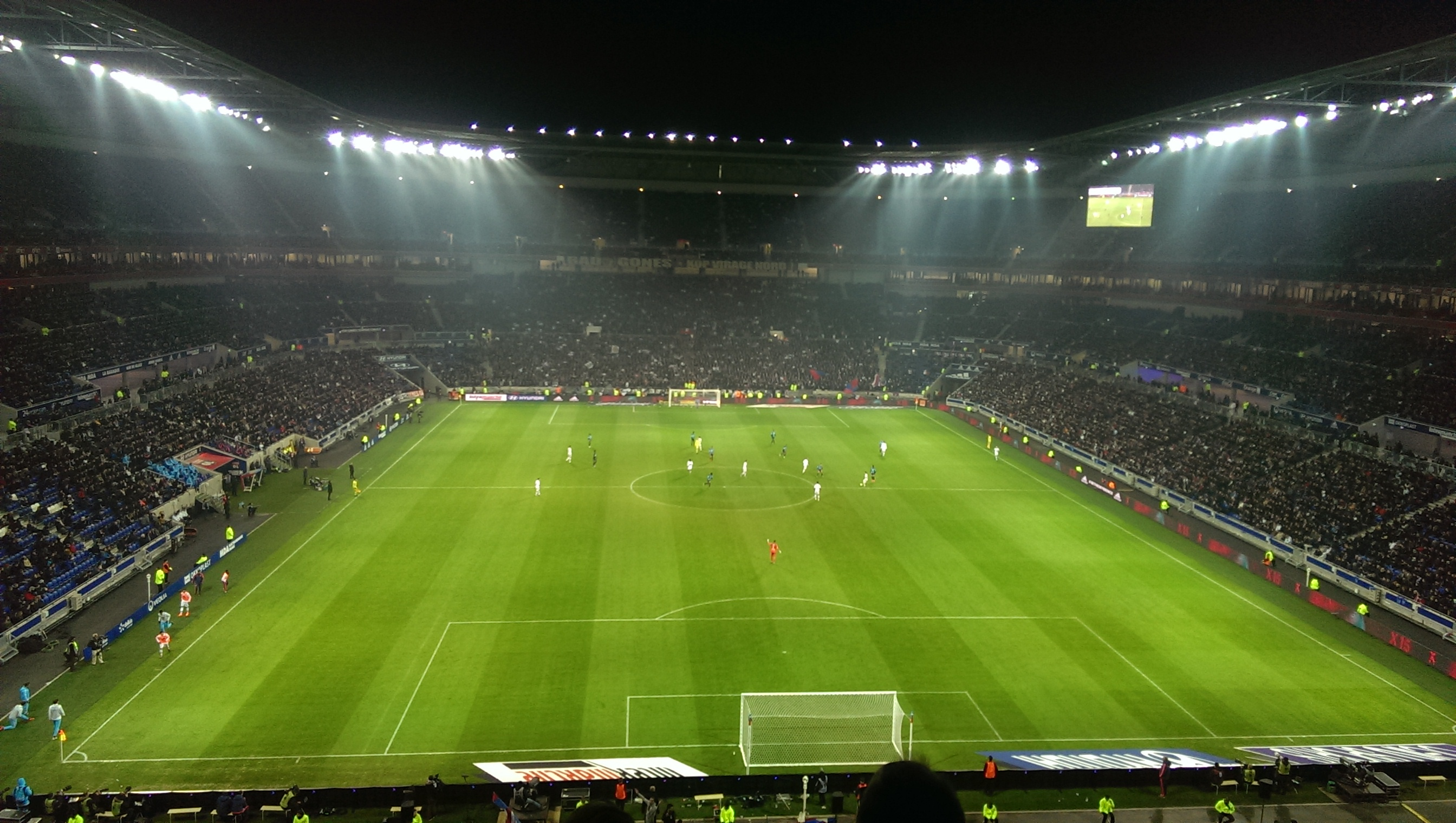
Le match OL-OM du 24 janvier 2016.

Le stade accueille depuis le 9 janvier 2016 les rencontres de football de l'Olympique lyonnais en Ligue 1, Ligue des champions, Ligue Europa, Coupe de France et Coupe de la Ligue, mais aussi éventuellement les matchs amicaux de pré-saisons.
D'une capacité de 59 186 places (incluant le parcage visiteurs), le Parc Olympique lyonnais a enregistré plusieurs records d'affluence :
1. OL-PSG (0-1) le 18 septembre 2022 : 58 230 spectateurs
2. OL-AS Saint-Etienne(1-0) le 10 novembre 2024 : 58 082 spectateurs
3. OL-AS Saint-Étienne (1-1) le 25 février 2018 : 58 069 spectateurs[94]
4. OL-Manchester United (2-2) le 10 avril 2025 : 58 018 spectateurs[95]
5. OL-FC Barcelone (0-0) le 19 février 2019 : 57 889 spectateurs[96]
6. OL-PSG (2-3) le 23 février 2025 : 57 777 spectateurs[97]
7. OL- OGC Nice (1-1) le 11 novembre 2022 : 57 688 spectateurs
8. OL-PSG (1-0) le 3 février 2019 : 57 624 spectateurs[98]
9. OL-PSG (2-1) le 21 janvier 2018 : 57 582 spectateurs[99]
10. OL-OM (1-2) le 23 avril 2023 : 57 509 spectateurs

Certaines de ces rencontres se sont déroulées à guichet fermé côté lyonnais mais l'affluence totale varie à chaque fois selon le nombre de supporteurs adverses ayant fait le déplacement (nombre de places dans le parcage visiteurs : 3 000).

#### Équipe de France de football

##### Sélection masculine
Le stade décinois a accueilli cinq matchs de l'équipe de France de football.
| N° | Date             | Adversaire           | Score | Compétition                             | Affluence |
| -- | ---------------- | -------------------- | ----- | --------------------------------------- | --------- |
| 1  | 26 juin 2016     | République d'Irlande | 2 - 1 | Euro 2016 (8e de finale)                | 56 279    |
| 2  | 9 juin 2018      | États-Unis           | 1 - 1 | Match amical                            | 58 241    |
| 3  | 7 septembre 2021 | Finlande             | 2 - 0 | Éliminatoires de la Coupe du monde 2022 | 57 057    |
| 4  | 23 mars 2024     | Allemagne            | 0 - 2 | Match amical                            | 58 000    |
| 5  | 9 septembre 2024 | Belgique             | 2 - 0 | Ligue des nations 2024-2025             | 42 358    |

##### Sélection féminine
Le stade décinois a accueilli un match de l'équipe de France féminine de football.
| N° | Date            | Adversaire | Score | Compétition                                                      | Affluence |
| -- | --------------- | ---------- | ----- | ---------------------------------------------------------------- | --------- |
| 1  | 23 février 2024 | Allemagne  | 2 - 0 | Demi-finale de la Ligue des nations féminine de l'UEFA 2023-2024 | 30 267    |

#### Football féminin
Le Parc Olympique lyonnais détient la deuxième meilleure affluence en France pour un match de clubs de football féminin avec 38 466 spectateurs lors de la demi-finale aller de la Ligue des champions 2023-2024 entre l'Olympique lyonnais et le Paris Saint-Germain le 20 avril 2024 (3-2).
Records d'affluence pour des matchs de football de l'Olympique lyonnais féminin :
1. Olympique lyonnais - Paris Saint-Germain (3-2), le 20 avril 2024 : 38 466 spectateurs[103];
2. Olympique lyonnais - Paris Saint-Germain (1-0), le 16 novembre 2019 : 30 661 spectateurs[104];
3. Olympique lyonnais - Paris Saint-Germain (5-0), le 13 avril 2019 : 25 907 spectateurs[105];
4. Olympique lyonnais - Chelsea FCW (2-1), le 21 avril 2019 : 22 911 specateurs[106];
5. Olympique lyonnais - Paris Saint-Germain (3-2), le 24 avril 2022 : 22 774 spectateurs[107];
6. Olympique lyonnais - Paris Saint-Germain (7-0), le 25 avril 2016 : 22 050 spectateurs[108];
7. Olympique lyonnais - Paris Saint-Germain (1-1), le 11 février 2024 : 21 764 spectateurs[109] ;
8. Olympique lyonnais - Benfica Lisbonne (4-1), le 27 mars 2024 : 21 239 spectateurs[110].

#### Euro 2016
Le stade accueille six matches de l'Euro 2016, dont un huitième et une demi-finale:
| Date           | Heure | Équipe 1 | Résultat | Équipe 2             | Tour                | Affluence |
| -------------- | ----- | -------- | -------- | -------------------- | ------------------- | --------- |
| 13 juin 2016   | 21:00 | Belgique | 0 - 2    | Italie               | Groupe E            | 55 408    |
| 16 juin 2016   | 18:00 | Ukraine  | 0 - 2    | Irlande du Nord      | Groupe C            | 51 043    |
| 19 juin 2016   | 21:00 | Roumanie | 0 - 1    | Albanie              | Groupe A            | 49 752    |
| 22 juin 2016   | 18:00 | Hongrie  | 3 - 3    | Portugal             | Groupe F            | 55 514    |
| 26 juin 2016   | 15:00 | France   | 2 - 1    | République d'Irlande | Huitièmes de finale | 56 279    |
| 6 juillet 2016 | 21:00 | Portugal | 2 - 0    | Pays de Galles       | Demi-finale         | 55 679    |

#### Coupe du monde féminine de football 2019
Le stade a accueilli les demi-finales ainsi que la finale de la Coupe du monde féminine de football 2019.
Pour l'occasion, le stade est renommé Stade de Lyon afin de ne pas concurrencer les sponsors de la FIFA.
| Date           | Heure | Équipe 1   | Résultat      | Équipe 2   | Tour        | Affluence |
| -------------- | ----- | ---------- | ------------- | ---------- | ----------- | --------- |
| 2 juillet 2019 | 21:00 | Angleterre | 1 - 2         | États-Unis | Demi-finale | 53 512    |
| 3 juillet 2019 | 21:00 | Pays-Bas   | 1 - 0 (a. p.) | Suède      | Demi-finale | 48 452    |
| 7 juillet 2019 | 17:00 | États-Unis | 2 - 0         | Pays-Bas   | Finale      | 57 900    |

#### Ligue Europa 2018 (football)
Le vendredi 9 décembre 2016, l'UEFA a désigné le Parc Olympique lyonnais comme hôte de la finale de la Ligue Europa 2017-2018. Finale qui opposa l’Olympique de Marseille et l’Atlético de Madrid, le 16 mai 2018. Les Madrilènes l'emportent sur le score de 3-0. Affluence de 55 768 spectateurs pour ce match.
L'enceinte est victime de dégradations de la part de supporters marseillais (qui occupent alors le virage Sud). Des sièges et des toilettes sont détériorés ou cassés, et des fumigènes sont allumés malgré l'interdiction formelle de l'UEFA. Le coup d'envoi du match est même retardé. L'Olympique de Marseille est condamné à 100 000 € d'amende à régler à l'UEFA et doit rembourser à l'Olympique lyonnais les dégâts causés dans le stade de ce dernier. Le club phocéen est également condamné à un match à huis-clos. La rencontre Ligue Europa entre l'OM et l'Eintracht Francfort (1-2) se joue alors le 20 septembre 2018 dans un Stade Vélodrome vide.

#### Finale de la Coupe de la Ligue 2017
Le stade a accueilli le 1er avril 2017 la finale de l'édition 2017 de la Coupe de la Ligue opposant le PSG à l'AS Monaco. Le PSG s'est imposé 4 - 1 face à l'AS Monaco. À cette occasion, l'affluence du stade pour un match de football est battue avec 57 841 spectateurs.
De nombreuses dégradations des sièges du virage nord (celui occupé par les ultras du PSG) ont été remarquées, la facture des réparations a été envoyée aux responsables de ce club.

### Rugby à XV

#### Matchs internationaux

##### France - Nouvelle-Zélande 2017
La Fédération française de rugby organise la deuxième rencontre entre le XV de France et les All Blacks de la tournée d'automne 2017 le mardi 14 novembre 2017 au sein du Parc Olympique lyonnais, aux dépens de l'Orange Vélodrome de Marseille.
Si le record d'affluence de l'enceinte est battu à l'occasion de ce match avec 58 607 spectateurs présents, la rencontre suscite plusieurs polémiques. En amont, est notamment critiquée l'inutilité sportive de ce match. En effet, programmé seulement 3 jours après la première rencontre entre la France et les All Blacks, le match n'est pas éligible au statut de "rencontre internationale" : autrement dit, il ne compte pas comme sélection internationale pour les joueurs engagés. Certains médias dénoncent donc une logique purement économique, la rencontre rapportant 3,8 millions d'euros, dont 1 million d'euros pour la Nouvelle-Zélande, prix de son engagement pour disputer une rencontre. 
L'horaire de la rencontre, 18 h 55, fixé pour permettre aux All Blacks de se rendre ensuite le plus vite possible à Édimbourg avant leur rencontre face à l'Écosse, est également critiqué, tout comme le très mauvais état de la pelouse.

##### France-Angleterre 2024

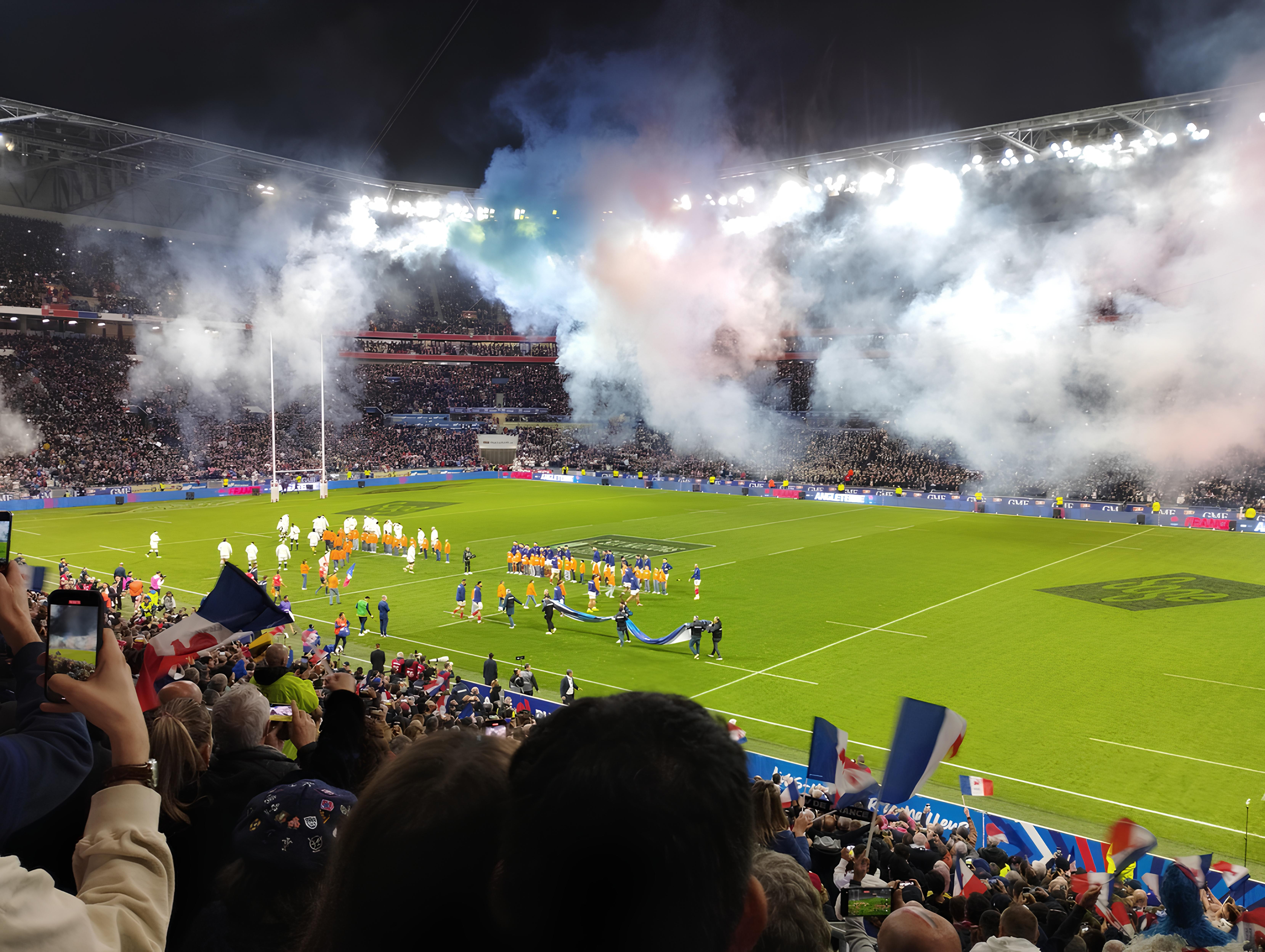
France-Angleterre, Tournoi des Six Nations, 16 mars 2024.

En 2024, le stade de France fait l'objet de travaux préalables à l'organisation des Jeux olympiques. L'ensemble des matchs du Tournoi des Six Nations qui s'y déroulent habituellement sont donc délocalisés. Le Parc Olympique lyonnais est retenu pour l'organisation du match France-Angleterre du Tournoi des Six Nations le samedi 16 mars.
La popularité de l'équipe de France de rugby, l'élan de la Coupe du monde 2023, et le premier « crunch » de l'histoire du tournoi délocalisé en province suscitent les passions. Les 5 000 places allouées aux clubs amateurs sont réservées 6 mois avant; idem pour les loges et espaces VIP. La Fédération Française de Rugby dénombre 221 000 inscriptions sur l'alerte d'ouverture des billets, et de nombreux internautes se plaignent de bugs informatiques lors de la mise en vente du fait d'une demande trop forte. La rencontre, remportée 33-31 par l'équipe de France, réunit ainsi 58 195 spectateurs, pour une recette de 5 341 000 €. Il s'agit à ce jour du match de l'équipe de France de rugby ayant été le plus lucratif hors Coupe du monde, avec 91,78 € par spectateur.

#### Coupe du monde 2023
Le stade a été sélectionné par la Fédération française de rugby pour accueillir des matchs de la Coupe du monde de rugby à XV 2023.
| Date              | Heure | Équipe 1         | Résultat | Équipe 2  | Tour              | Affluence |
| ----------------- | ----- | ---------------- | -------- | --------- | ----------------- | --------- |
| 24 septembre 2023 | 21:00 | Pays de Galles   | 40 - 6   | Australie | 1er tour, poule C | 55 296    |
| 27 septembre 2023 | 17:45 | Uruguay          | 36 - 26  | Namibie   | 1er tour, poule A | 49 342    |
| 29 septembre 2023 | 21:00 | Nouvelle-Zélande | 96 - 17  | Italie    | 1er tour, poule A | 57 083    |
| 5 octobre 2023    | 21:00 | Nouvelle-Zélande | 73 - 0   | Uruguay   | 1er tour, poule A | 57 672    |
| 6 octobre 2023    | 21:00 | France           | 60 - 7   | Italie    | 1er tour, poule A | 58 102    |

#### Coupes d'Europe de rugby
Les finales de la saison 2015-2016 des Challenge Cup et Champions Cup se jouent au Parc Olympique lyonnais, respectivement les 13 et 14 mai 2016.
Le record absolu d'affluence en Champions Cup du Parc Olympique lyonnais est battu lors de la finale de Champions Cup opposant les Saracens au Racing 92 (21-9) le 14 mai 2016 avec 58 017 spectateurs.
Le stade est désigné pour accueillir de nouveau les finales européennes à l'issue de la saison 2026-2027.

##### Demi-finales du Top 14
En 2018, le Parc Olympique lyonnais accueille pour la première fois de son histoire les demi-finales du Top 14. Coup du hasard, le club local, le LOU, se qualifie également pour la première fois pour les demi-finales du Championnat de France, et joue donc "à domicile sa demi-finale". Le stade est de nouveau sélectionné pour recevoir les demi-finales du Top 14 2025. Cette année est de nouveau inédite, puisqu'il s'agit de la toute première qualification en demi-finales de l'Aviron bayonnais.
| Date         | Équipe 1              | Score | Équipe 2           | Affluence |
| ------------ | --------------------- | ----- | ------------------ | --------- |
| 25 mai 2018  | LOU rugby             | 14-40 | Montpellier HR     | 58 664    |
| 26 mai 2018  | Racing 92             | 14-19 | Castres Olympiques | 56 272    |
| 20 juin 2025 | Stade Toulousain      | 32-25 | Aviron bayonnais   | 58 741    |
| 21 juin 2025 | Union Bordeaux-Bègles | 39-24 | RC Toulon          | 58 408    |

### Jeux olympiques d'été 2024
Le stade est sélectionné par le comité de candidature de Paris pour les Jeux olympiques d'été de 2024. Celui-ci accueille des rencontres de football.
| Date            | Heure | Équipe 1  | Résultat | Équipe 2  | Tour            | Affluence |
| --------------- | ----- | --------- | -------- | --------- | --------------- | --------- |
| 24 juillet 2024 | 19:00 | Irak      | 2 - 1    | Ukraine   | Groupe B        | 10 637    |
| 27 juillet 2024 | 15:00 | Argentine | 3 - 1    | Irak      | Groupe B        | 30 008    |
| 30 juillet 2024 | 17:00 | Ukraine   | 0 - 2    | Argentine | Groupe B        | 10 017    |
| 2 août 2024     | 15:00 | Japon     | 0 - 3    | Espagne   | Quart de finale | 19 111    |
| 5 août 2024     | 21:00 | France    | 3 - 1ap  | Égypte    | Demi-finale     | 47 530    |

| Date            | Heure | Équipe 1         | Résultat         | Équipe 2  | Tour                   | Affluence |
| --------------- | ----- | ---------------- | ---------------- | --------- | ---------------------- | --------- |
| 25 juillet 2024 | 21:00 | France           | 3 - 2            | Colombie  | Groupe A               | 29 208    |
| 28 juillet 2024 | 17:00 | Nouvelle-Zélande | 0 - 2            | Colombie  | Groupe A               | 5 212     |
| 31 juillet 2024 | 21:00 | Nouvelle-Zélande | 1 - 2            | France    | Groupe A               | 21 946    |
| 3 août 2024     | 17:00 | Espagne          | 2 - 2 (4 - 2tab) | Colombie  | Quart de finale        | 10 355    |
| 6 août 2024     | 18:00 | États-Unis       | 1 - 0ap          | Allemagne | Demi-finale            | 11 716    |
| 9 août 2024     | 15:00 | Espagne          | 0 - 1            | Allemagne | Match pour la 3e place | 10 995    |

### Ligue Magnus 2016-2017 (hockey sur glace)
Le Parc Olympique lyonnais a accueilli un match en plein air de hockey sur glace opposant l'équipe locale des Lions de Lyon aux Brûleurs de Loups de Grenoble. Cette rencontre, baptisée Winter Game 2016, a eu lieu le 30 décembre 2016 et a fait partie du calendrier régulier de la Ligue Magnus.

### Monster Jam
Le stade accueille également depuis 2017 le Monster Jam, un show de véhicules type monster truck à l'américaine qui a lieu chaque année en juin.
À cette occasion, la pelouse est retirée et la zone de jeu est entièrement recouverte de terre.

### Bilan
| N° | Date              | Sport    | Equipe 1              | Score | Equipe 2                  | Compétition             | Phase                   | Affluence |
| -- | ----------------- | -------- | --------------------- | ----- | ------------------------- | ----------------------- | ----------------------- | --------- |
| 12 | 14 mai 2016       | Rugby    | Saracens              | 21-9  | Racing 92                 | Champions Cup           | Finale                  | 58 017    |
| 16 | 1 avril 2017      | Football | Paris-Saint-Germain   | 4-1   | AS Monaco                 | Coupe de la Ligue       | Finale                  | 57 841    |
| 3  | 14 novembre 2017  | Rugby    | France                | 23-28 | Nouvelle-Zélande          | Test-match              | Test-match              | 58 607    |
| 10 | 25 février 2018   | Football | Olympique Lyonnais    | 1-1   | AS Saint-Etienne          | Ligue 1                 | J27                     | 58 069    |
| 2  | 25 mai 2018       | Rugby    | LOU Rugby             | 14-40 | Montpellier Hérault Rugby | Top 14                  | 1/2 finale              | 58 664    |
| 5  | 9 juin 2018       | Football | France                | 1-1   | États-Unis                | Amical                  | Amical                  | 58 241    |
| 20 | 3 février 2019    | Football | Olympique Lyonnais    | 1-0   | Paris-Saint-Germain       | Ligue 1                 | J23                     | 57 624    |
| 15 | 19 février 2019   | Football | Olympique Lyonnais    | 0-0   | FC Barcelone              | Ligue des Champions     | 1/8 finale              | 57 889    |
| 14 | 7 juillet 2019    | Football | États-Unis            | 2-0   | Pays-Bas                  | Coupe du monde féminine | Finale                  | 57 900    |
| 6  | 18 septembre 2022 | Football | Olympique Lyonnais    | 0-1   | Paris-Saint-Germain       | Ligue 1                 | J8                      | 58 230    |
| 19 | 11 novembre 2022  | Football | Olympique Lyonnais    | 1-1   | OGC Nice                  | Ligue 1                 | J15                     | 57 668    |
| 18 | 5 octobre 2023    | Rugby    | Nouvelle-Zélande      | 73-0  | Uruguay                   | Coupe du monde          | Poule                   | 57 672    |
| 8  | 6 octobre 2023    | Rugby    | France                | 60-7  | Italie                    | Coupe du monde          | Poule                   | 58 102    |
| 7  | 16 mars 2024      | Rugby    | France                | 33-31 | Angleterre                | Tournoi des Six-Nations | Tournoi des Six-Nations | 58 195    |
| 13 | 23 mars 2024      | Football | France                | 0-2   | Allemagne                 | Amical                  | Amical                  | 58 000    |
| 9  | 10 novembre 2024  | Football | Olympique Lyonnais    | 1-0   | ASSE                      | Ligue 1                 | J11                     | 58 082    |
| 17 | 23 février 2025   | Football | Olympique Lyonnais    | 2-3   | Paris-Saint-Germain       | Ligue 1                 | J23                     | 57 777    |
| 11 | 10 avril 2025     | Football | Olympique Lyonnais    | 2-2   | Manchester United         | Ligue Europa            | 1/4 finale              | 58 018    |
| 1  | 20 juin 2025      | Rugby    | Stade toulousain      | 32-25 | Aviron bayonnais          | Top 14                  | 1/2 finale              | 58 741    |
| 4  | 21 juin 2025      | Rugby    | Union Bordeaux-Bègles | 39-24 | Rugby club toulonnais     | Top 14                  | 1/2 finale              | 58 408    |

### Manifestations extra-sportives

#### Concerts
| Date            | Artiste / Groupe      | Tournée / Événement                                                     | Affluence                      |
| --------------- | --------------------- | ----------------------------------------------------------------------- | ------------------------------ |
| 2016            |                       |                                                                         |                                |
| 9 janvier 2016  | will.i.am             | Concert d'inauguration après le match d'ouverture OL-ESTAC              | 55 169                         |
| 23 mars 2016    | Christophe Maé        | Concert après le match de Ligue des champions féminine OL-Slavia Prague | 11 732                         |
| 19 juillet 2016 | Rihanna               | Anti World Tour                                                         | 35 000                         |
| 2017            |                       |                                                                         |                                |
| 8 juin 2017     | Coldplay              | A Head Full Of Dreams Tour                                              | 50 901                         |
| 12 juillet 2017 | Céline Dion           | Live 2017                                                               | 39 507                         |
| 2019            |                       |                                                                         |                                |
| 24 mai 2019     | Ed Sheeran            | Divide Tour                                                             | 55 897                         |
| 25 mai 2019     | Ed Sheeran            | Divide Tour                                                             | 56 050                         |
| 26 mai 2019     | Ed Sheeran            | Divide Tour                                                             | 51 759                         |
| 1er juin 2019   | Stars 80              | Triomphe                                                                | 17 284                         |
| 4 juin 2019     | Phil Collins          | Still Not Dead Yet Live                                                 | 34 163                         |
| 2022            |                       |                                                                         |                                |
| 11 juin 2022    | Soprano               | Chasseur d'étoiles Tour                                                 | 50 440                         |
| 25 juin 2022    | Indochine             | Central Tour                                                            | 72 561                         |
| 8 juillet 2022  | Rammstein             | Europe Stadium Tour 2022                                                | 49 124                         |
| 9 juillet 2022  | Rammstein             | Europe Stadium Tour 2022                                                | 49 560                         |
| 19 juillet 2022 | The Rolling Stones    | Sixty Tour                                                              | 50 319                         |
| 2023            |                       |                                                                         |                                |
| 31 mai 2023     | Depeche Mode          | Memento Mori World Tour                                                 | 52 000                         |
| 15 juin 2023    | Muse                  | Will of the People                                                      | 59 000                         |
| 23 juin 2023    | Mylène Farmer         | Nevermore 2023                                                          | 45 000                         |
| 24 juin 2023    | Mylène Farmer         | Nevermore 2023                                                          | 45 000                         |
| 11 juillet 2023 | Red Hot Chili Peppers | Red Hot Chili Peppers 2023 Tour                                         | 50 000                         |
| 2024            |                       |                                                                         |                                |
| 2 juin 2024     | Taylor Swift          | The Eras Tour                                                           | 58 619                         |
| 3 juin 2024     | Taylor Swift          | The Eras Tour                                                           | 59 148                         |
| 15 juin 2024    | Rammstein             | Europe Stadium Tour 2024                                                | 50 000                         |
| 22 juin 2024    | Coldplay              | Music of the Spheres World Tour                                         | 165 000 (trois dates cumulées) |
| 23 juin 2024    | Coldplay              | Music of the Spheres World Tour                                         | 165 000 (trois dates cumulées) |
| 25 juin 2024    | Coldplay              | Music of the Spheres World Tour                                         | 165 000 (trois dates cumulées) |
| 2025            |                       |                                                                         |                                |
| 3 juillet 2025  | Imagine Dragons       | Loom Tour                                                               | 50 000                         |
| 2026            |                       |                                                                         |                                |
| 16 juin 2026    | Linkin Park           |                                                                         |                                |

Les concerts de Paul McCartney et Rammstein prévus en juin et juillet 2020 sont annulés à cause la pandémie de Covid-19. Le 19 mai 2020, Rammstein annonce sur son site officiel que leurs concerts sont reprogrammés les 9 et 10 juillet 2021, puis la tournée européenne du groupe étant reprogrammée en 2022, les dates des concerts sont désormais les 8 et 9 juillet 2022.
Le groupe français Indochine s'y produit à l'occasion de leur tournée anniversaire Central Tour devant 72 561 personnes, un record depuis l'ouverture du stade.

#### Festival de musique
Le stade devait accueillir un nouveau festival de musique nommé Felyn Stadium Festival, dont la première édition devait se dérouler du 19 au 20 juin 2020, avec Red Hot Chili Peppers, DJ Snake, Dadju et Bad Bunny parmi les premiers artistes annoncés ; une coentreprise nommée OL Production doit être créée pour l'organiser. En raison de la pandémie de Covid-19, le festival est d'abord reprogrammé les 18 et 19 juin 2021 puis à nouveau annulé et reporté en 2022. Il n'a toutefois pas été reprogrammé et aucune communication n'a eu lieu depuis 2021.

### Jeux olympiques d'hiver de 2030
Le 18 février 2025, le Comité d'organisation des Jeux olympiques et paralympiques (COJOP) des Jeux olympiques d'hiver des Alpes 2030 est lancé au Groupama Stadium, où il installe ensuite ses locaux. Peu de temps après, Edgar Grospiron, président du comité, évoque l'hypothèse d'une cérémonie d'ouverture organisée dans l'enceinte.

### Vaccination contre la Covid-19
Afin de permettre la vaccination de milliers de personnes chaque semaine contre la covid-19, le stade est transformé en « vaccinodrome » (centre de vaccination), d'abord de façon épisodique en avril et mai 2021, en raison de la tenue des derniers matches de la saison de football, puis pérennisé à partir du 7 juin 2021.
Au 31 août 2021, ce sont près de 300 000 doses de vaccins qui ont été administrées. Le centre de vaccination ferme définitivement le 23 février 2022 après plus 350 000 doses de vaccins injectées.

### Autres activités proposées
Le stade en lui-même accueille la boutique principale de l'OL, le musée de l'OL, un escape game, des espaces séminaires, la brasserie des lumières (créée par Paul Bocuse) et il y est organisé des visites du stade.

#### OL Vallée
Les abords du stade voient émerger un parc d'activités nommé « OL Vallée » comprenant notamment un hôtel, le « kopster » qui a ouvert le 1er octobre 2018, ainsi qu'un centre médical qui remplace en partie la clinique du Grand Large, des immeubles de bureaux nommés « Les Loges » et « Le Stadium » et un pôle de loisirs de 23 000 m2 qui comprendra entre autres à son ouverture le 9 juin 2021 : un bowling, un mini-golf, un city surf park, un laser game, des restaurants dont une antenne du Ninkasi,. Tout cela en fait un complexe utilisé même hors jours de matchs.
Le site accueillera par ailleurs, la All In Tennis Academy, un centre de formation pour les futurs tennismen et tenniswomen, créé par Thierry Ascione et Jo-Wilfried Tsonga. Cette académie devait initialement être opérationnelle à partir de 2021. Le projet devrait voir le jour en septembre 2022 malgré le dépôt d'un recours gracieux en mai 2021.

#### LDLC Arena
Le 7 décembre 2018, le club annonce un projet de salle multifonction. Cette future salle accueillera notamment les matchs de LDLC ASVEL en EuroLigue. En 2021, la salle se nomme « OL Vallée Arena ». Le 6 décembre 2021, OL Groupe et Groupe LDLC annoncent un accord sur le naming de la salle qui se nommera « LDLC Arena ». La salle est inaugurée le 23 novembre 2023.

## Galerie

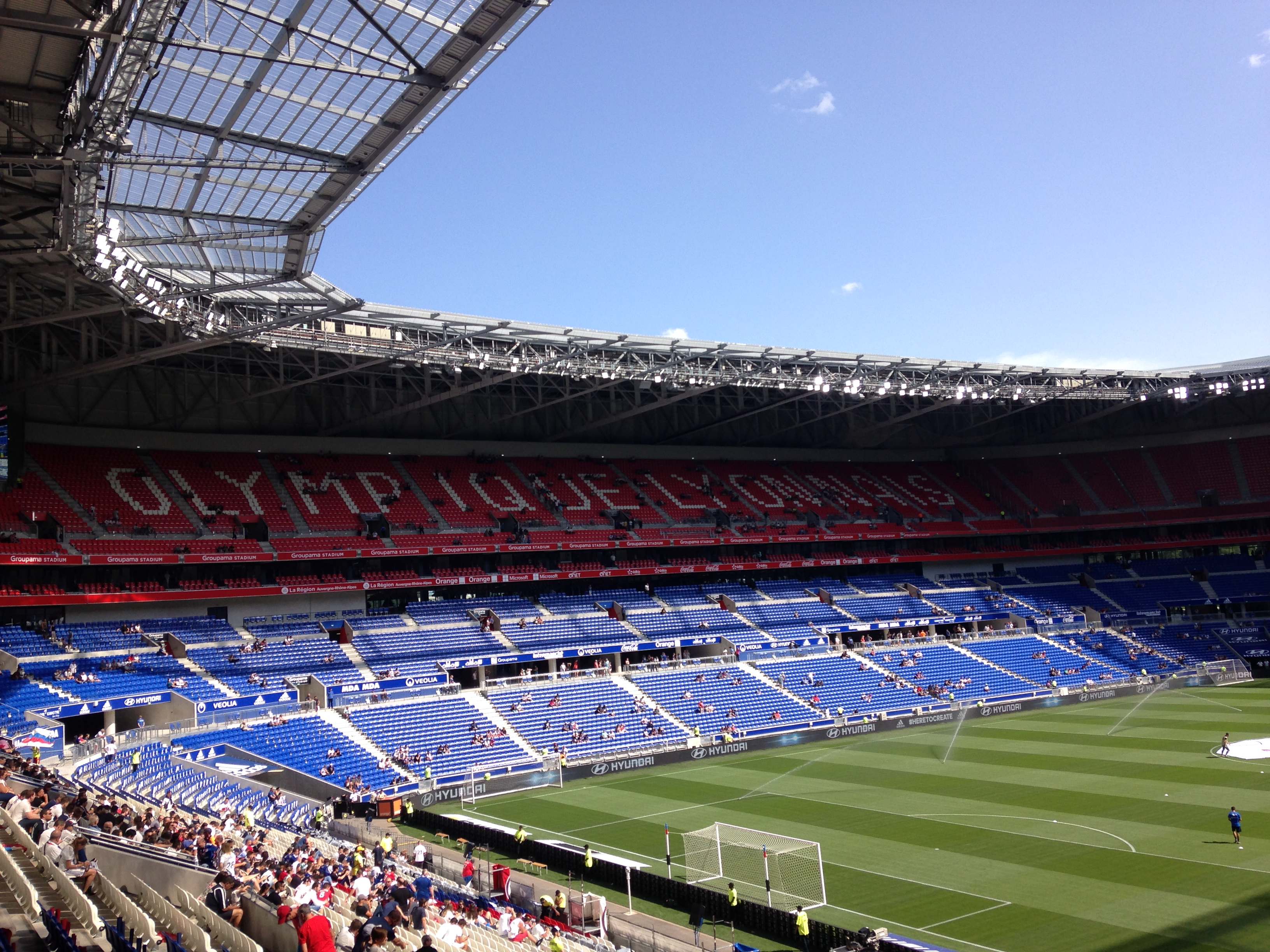
Parc OL avant un match
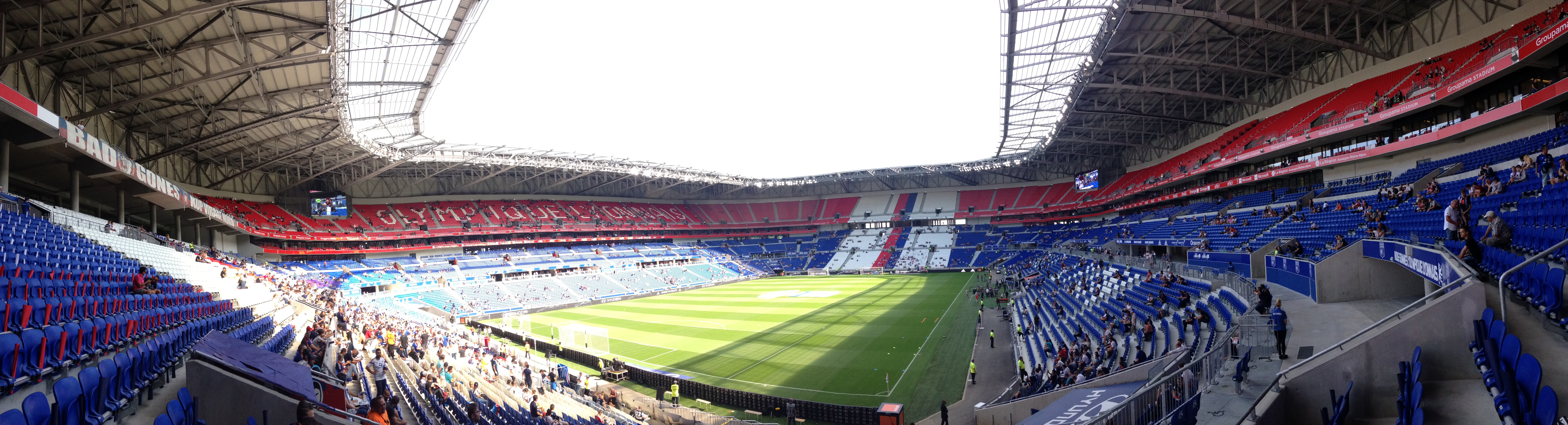
Panorama du Parc OL vu de la tribune Nord
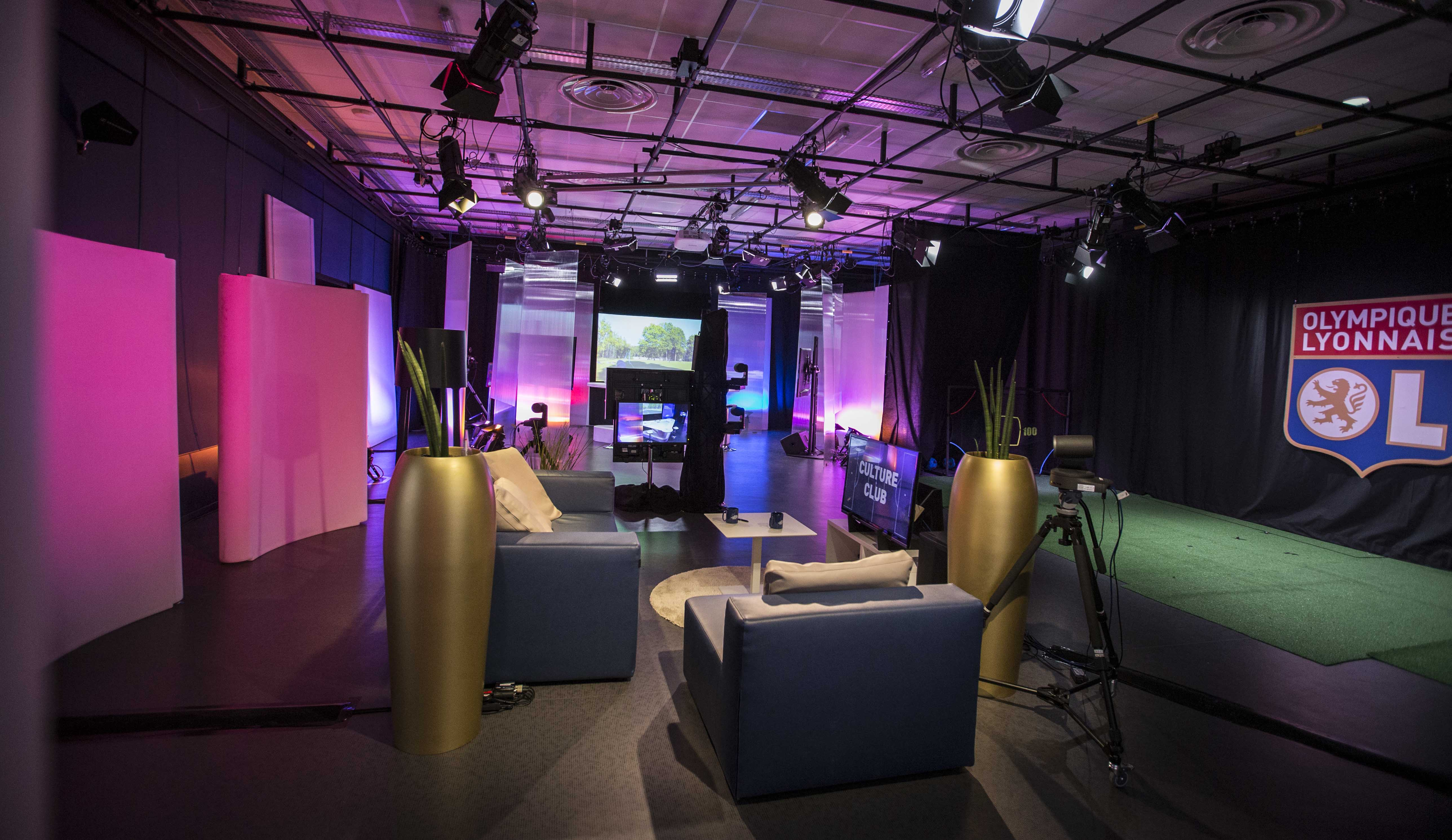
Les studios d'OLPLAY
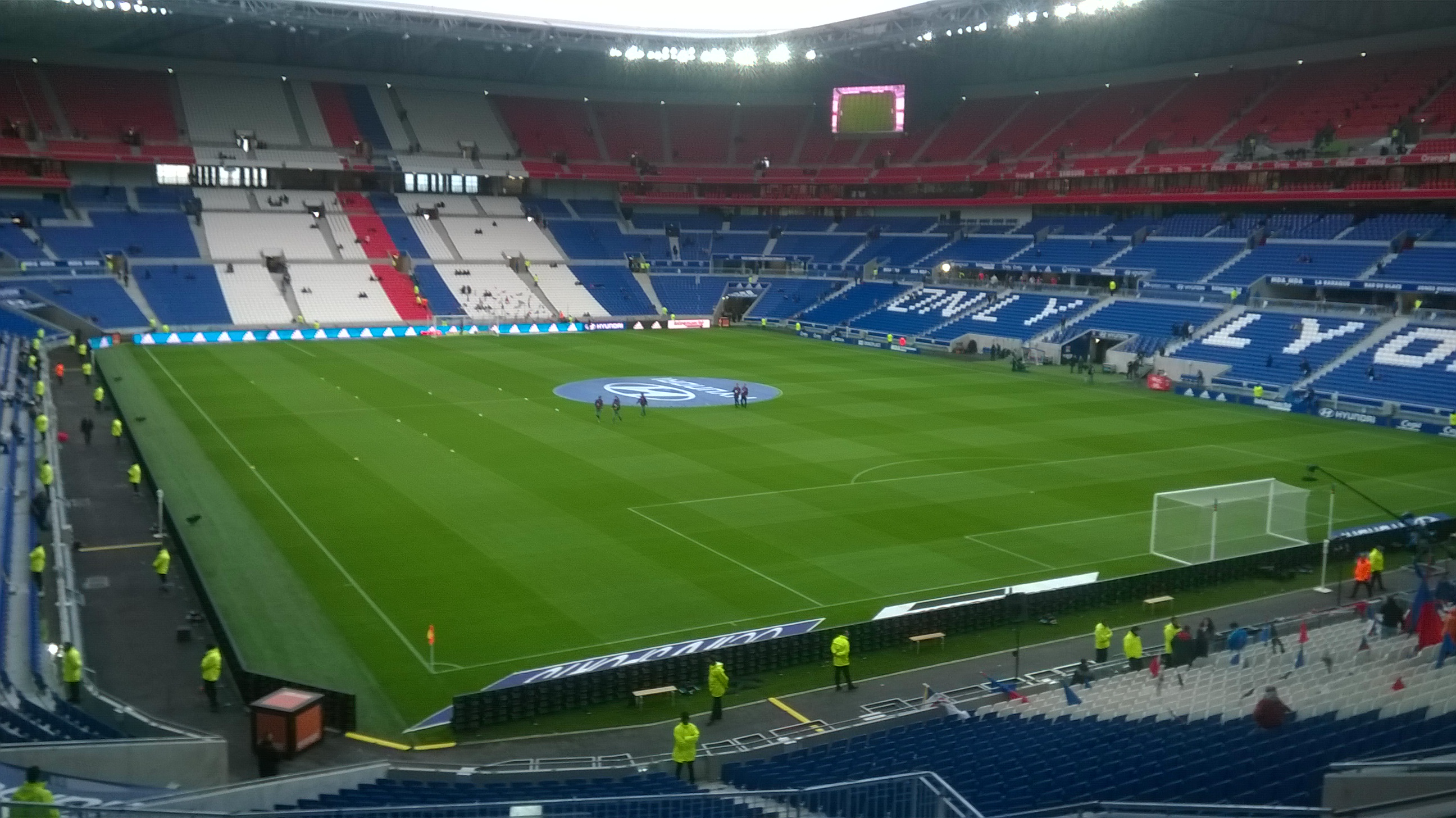
Autre vue du stade
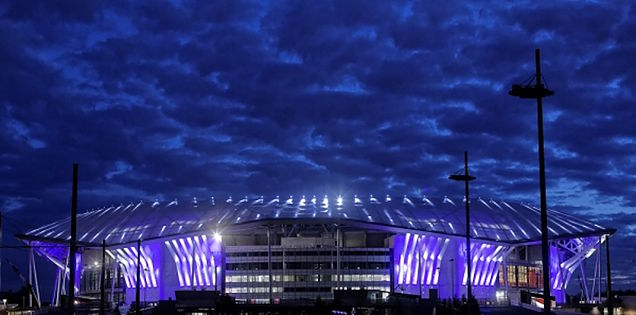
Le Parc OL de nuit
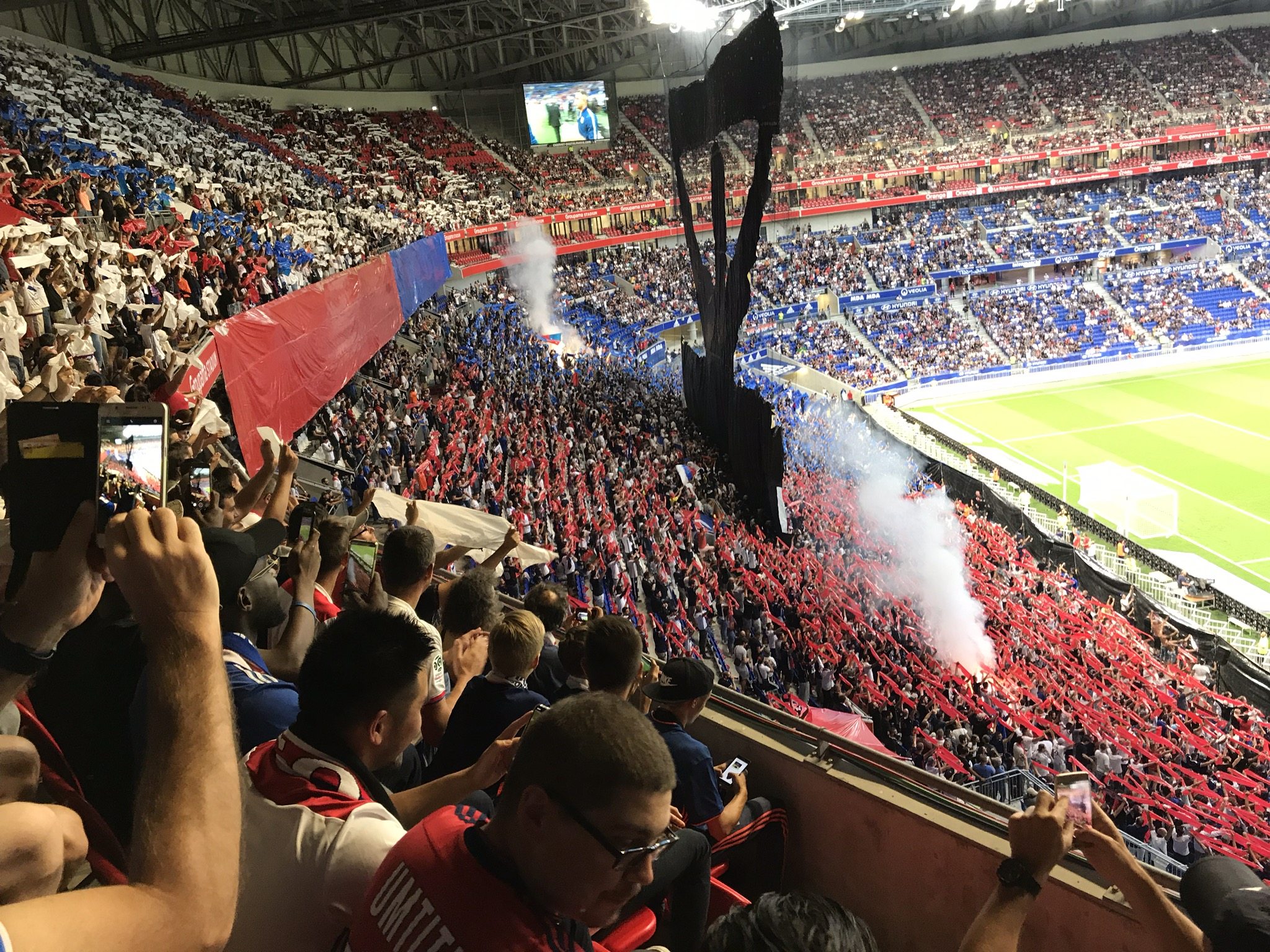
Les Bad Gones dans le Virage Nord lors du retour de Juninho, représenté sur la bâche
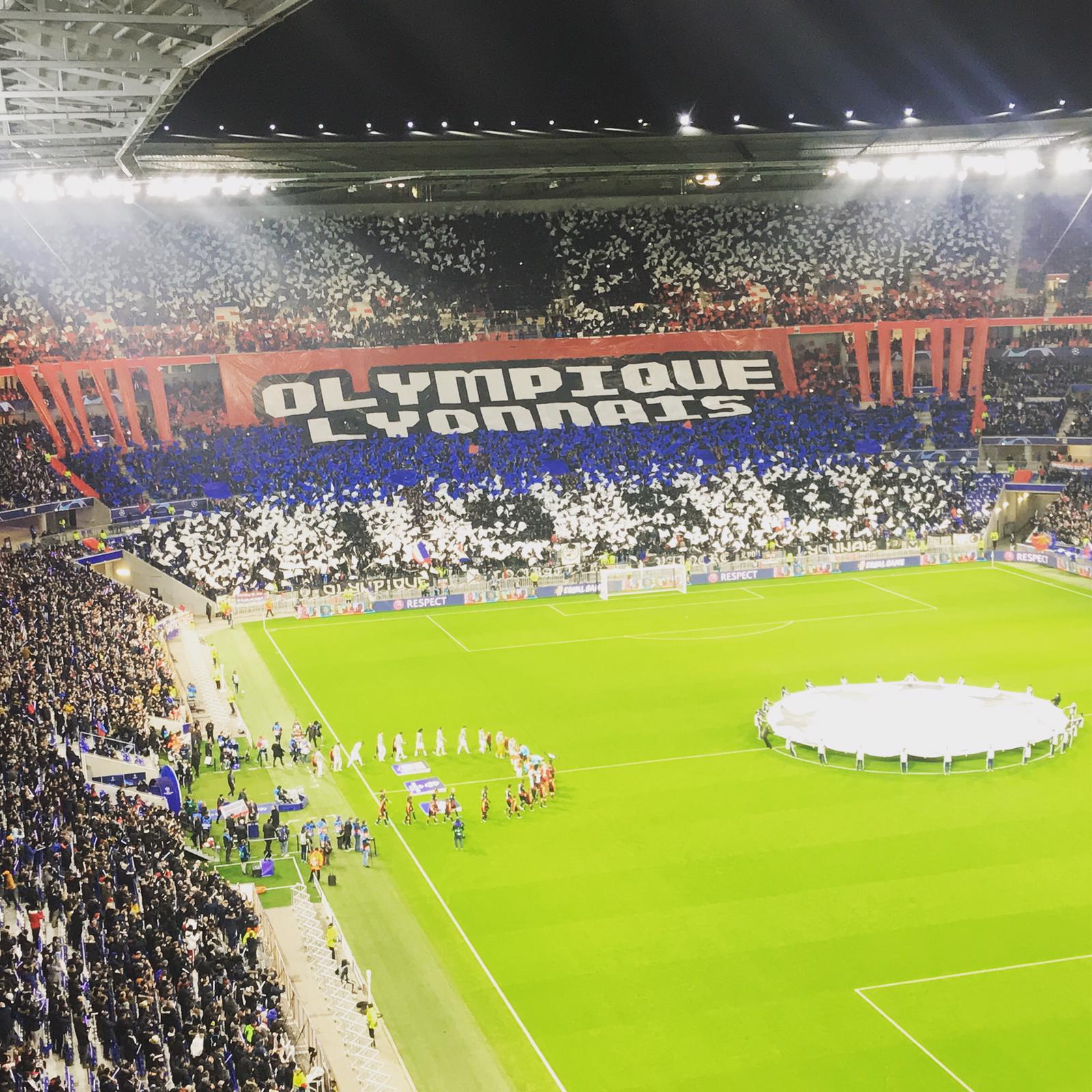
Tifo du Virage Nord lors du match OL-RB Leipzig en Ligue des champions le 10 décembre 2019.